# ジョージアの国旗
ジョージアの国旗（ジョージアのこっき）は、聖ゲオルギウス十字の四隅にエルサレム十字を配した旗であり、ファイブ・クロス・フラッグ（Five Cross Flag）として知られている。制定年は2004年、縦横の長さの比率は2:3である。

## 概要

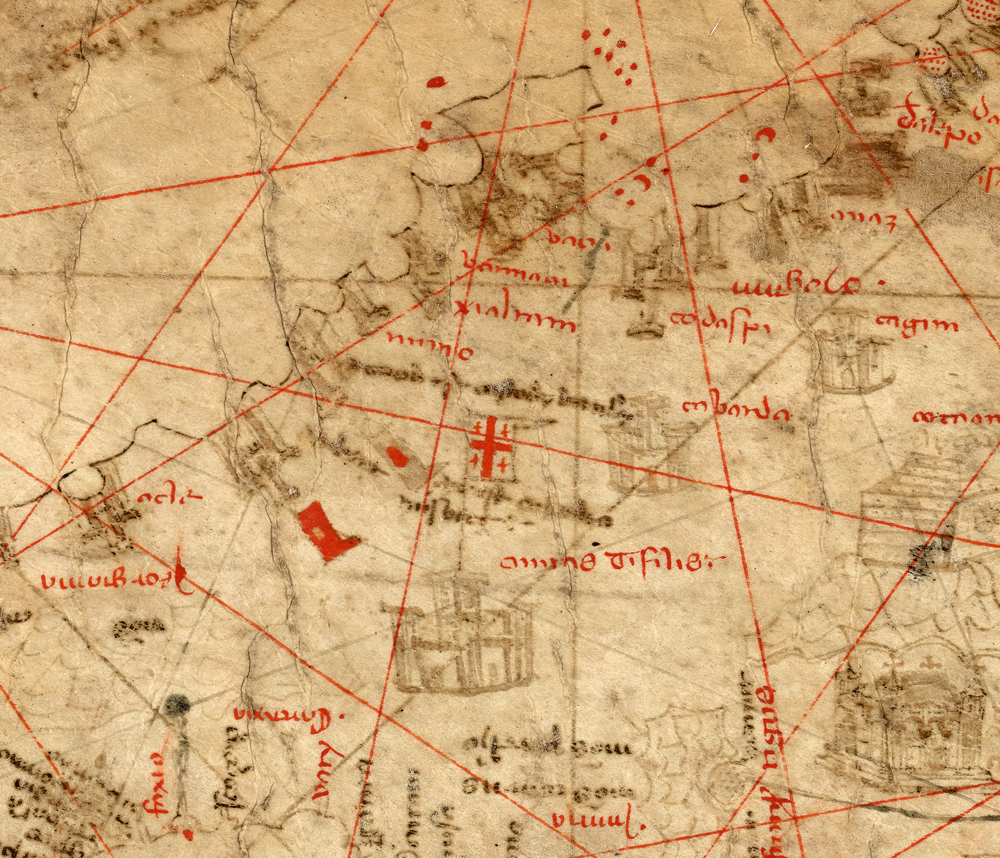
1367年のピッツィガーノ兄弟の海図にみえるトビリシと王国の旗

白地に5つの十字架を用いるエルサレム十字の図案は、中世の十字軍でも使用され、バグラティオニ朝のグルジア王国の旗として用いられてきたものであり、11世紀初頭のバグラト3世にさかのぼるとされる。グルジアの黄金時代にあたるタマル女王時代にも王国の旗として使用された旗である。
1990年のグルジア独立後のナショナリズムの中でこの旗もよみがえった。2003年11月の「バラ革命」で、野党勢力のシンボルとして使われ、2004年に新たな国旗と制定された。なお、この旗はミヘイル・サアカシュヴィリ大統領（当時）が率いる与党「国民運動」の党旗でもあった。キリスト教を象徴する赤い十字が描かれており、国民の意見を聞いて支持を得たとされている。
それに先立ち、1999年に一度、議会で「白地に五つの十字架」の旗への移行が可決されたが、当時のエドゥアルド・シェワルナゼ大統領の拒否により実現しなかった。しかし、シェワルナゼがバラ革命によって辞任に追い込まれたのち、サアカシュヴィリが新大統領に就任し、2004年1月14日に議会でこの国旗が再び可決制定され、約500年ぶりに復活した。なお、国旗に使われている白は、無垢、清潔、清浄、賢明をあらわし、赤は勇気、勇敢、正義、愛をあらわしているとされる。

## デザイン
ジョージアの国旗は国内法によって以下のように規定されている。

Flag construction sheet

| Scheme | 赤          | 白          |
| ------ | ----------- | ----------- |
| RGB    | 255-0-0     | 255-255-255 |
| CMYK   | 0-100-100-0 | 0-0-0-0     |
| Web    | #FF0000     | #FFFFFF     |

## 軍旗等

? ジョージア軍旗
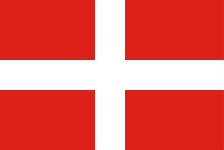
? 陸軍旗
? 軍艦旗
空軍旗
ジョージア国家警備隊の旗

## 旧国旗

旧国旗（1990年-2004年、比率3:5）

1990年から2004年に使われたワインレッドの地に黒・白2色のストライプを配した旧国旗は、縦横の比率は異なるものの、1918年から1921年のグルジア民主共和国の時期にも使われていた。民主共和国時代の国旗コンテストで優勝したこの図案では、ワインレッドは過去および未来のよき時代を、黒はロシア帝国による統治を、白は平和への希望を表すとされていた。

## 歴史的な旗

?5世紀までの旗
?グルジア王国の旗（1008–1490）
?11世紀–12世紀までの旗
?1762年–1800年までの旗

### ロシア帝国

1858年までの旗
1858年-1883年の旗
1883年-1917年の旗
1914-1917（非公式）

### ロシア革命後

ザカフカース民主連邦共和国の国旗（1918年、比率1:2）
グルジア民主共和国の国旗（1918年-1921年、比率1:2）
グルジア社会主義ソビエト共和国の旗（1921年-1927年）
グルジア社会主義ソビエト共和国の旗（1921年-1937年）
ザカフカース社会主義連邦ソビエト共和国の旗（1925年-1936年）
グルジア・ソビエト社会主義共和国の旗（1937年-1951年）
グルジア・ソビエト社会主義共和国の旗（1951年-1990年）

### 独立後

旧国旗（1990年-2004年、比率3:5）